# Gromee
Andrzej Gromala, bolj znan pod umetniškim imenom Gromee, poljski didžej, glasbeni producent, remikser in besedilopisec, * 14. december 1978
Gromee je zmagal je v poljskem nacionalne izboru za tekmovanje za pesem Evrovizije 2018 v Lizboni na Portugalskem. Poljsko je zastopal skupaj s švedskim pevcem Lukasom Meijerjem na pesmi Evrovizije 2018 s pesmijo »Light Me Up« in tako postal prvi DJ v zgodovini tekmovanja, ki je nastopil na pesmi Evrovizije.
Leta 2018 se je poročil s Saro Chmiel. Leta 2019 je napisal tematsko pesem »Share the Joy« za mladinsko pesem Evrovizije 2019 v Gliwicah na Poljskem. Leto pozneje je ponovno napisal tematsko pesem za mladinsko pesem Evrovizije in tudi pesem njihove predstavice Ale Tracz z naslovom »I'll Be Standing«.

## Diskografija

### Studijski album
- »Chapter One« (2018)

### Pesmi
- »Open Up Your Heart« (z Jaydenom Felderom leta 2011)
- »You Make Me Say« (s Tommyem Gunnom in Ali Tennant leta 2012)
- »Live for the Light« (z Ali Tennant leta 2012)
- »Hurricane« (s Terri B! leta 2012)
- »Gravity« (z Andreasom Moem leta 2013)
- »All Night« (z WurlDom leta 2013)
- »Live Forever« (z Wrethovom leta 2014)
- »Follow You« (z WurlDom leta 2015)
- »2BA« (2015)
- »Who Do You Love« (z WurlDom leta 2015)
- »Fearless« (Z May-Britt Scheffer in Raz Nitzan leta 2016)
- »Spirit« (z Mahan Moin leta 2016)
- »All Night 2017« (z WurlDom leta 2017)
- »Runaway« (z Mahan Moin leta 2017)
- »Seagulls« (2017)
- »Without You« (z Lukasom Meijerjem leta 2017)
- »Zaśnieżone miasta« (s Sound'n'Grace leta 2017)
- »Light Me Up« (z Lukasom Meijerjem leta 2018)
- »One Last Time« (z Jesperjem Jensetsom leta 2018)
- »Love Me Now« (z WurlDom in Devvonom  Terrellom leta 2019)
- »Górą Ty« (z Golec uOrkiestra in Bedoes leta 2019)
- »Love You Better« (2019)
- »Król"« (z Edyto Górniak leta 2019)
- »Share the Joy« (2020)
- »Sweet Emotions« (z Jesperjem Jensetsom leta 2020)
- »Powiedz mi (kto w tych oczach mieszka)« (z Ania Dąbrowska and Abradab leta 2020)
- »Worth It« (z Ásdís leta 2020)
- »Talk to Me« (z Catali leta 2021)
- »Broken« (z Olivio Addams leta 2021)
- »Send Me Your Love« (skupaj z Antonio Iacobescu leta 2022)
- »Aura« (skupaj z Wiatr leta 2022)
- »Sztuka latania« (skupaj z Wac Toja, Sara Chmiel in Janom Borysewicz leta 2022)
- »Ostatni walczyk« (skupaj s Saro Chmiel leta 2022)
- »Ty i ja« (skupaj s Saro Chmiel leta 2023)
- »Don't Stop the Party« (skupaj z Iraido leta 2023)
- »Lost You«
- »Lover« (skupaj z Kaeyro leta 2023)
- »Deja Vu« (skupaj s Gamuel Sori in Kairos Grove leta 2024)